# Гравець (фільм, 2014)
«Гравець» (англ. The Gambler) — американська драма 2014 року режисера Руперта Ваятта з Марком Волбергом у головній ролі. Сценарій Вільяма Монахена базується на фільмі 1974 року «Гравець» Джеймса Тобека, який, у свою чергу, заснований на однойменному романі Федора Достоєвського.

## Короткий сюжет
Джим Беннет — письменник, викладач літератури в коледжі, має нездорову пристрасть до гри на гроші, через що в нього великі борги і проблеми з двома кредиторами, дуже небезпечними людьми. Його мати Роберта дає йому 260 тисяч доларів, щоб виплатити борг і врятувати йому життя. Він програє і ці гроші. Один із кримінальних лихварів, Невіл Барака, дізнається, що талановитий баскетболіст Ламар навчається в класі Беннета, і змушує Беннета підмовити Ламара зіграти так, щоб виграти наступну гру з перевагою не більше ніж на 7 очок. Беннет знову позичає гроші у третього ділка та анонімно робить ставку на баскетбольний матч. Але навіть високого прибутку недостатньо, щоб розплатитися із двома його головними кредиторами, які тепер загрожують його життю. Він зустрічається з ними у гральному закладі, контрольованому ще більш впливовою фігурою злочинного світу, тому жоден з них не може забрати свої гроші. На рулетці він ставить весь свій баскетбольний виграш на чорне, виграє і вперше не продовжує грати. Він залишає виграш на столі для своїх кредиторів і без гроша в кишені виходить із казино, поспішаючи до своєї учениці Емі, з якою покохався впродовж фільму.

## У ролях
| Актор               | Роль         |
| ------------------- | ------------ |
| Марк Волберг        | Джим Беннет  |
| Джессіка Ленг       | Роберта      |
| Джон Гудмен         | Френк        |
| Брі Ларсон          | Емі Філіпс   |
| Майкл К. Вільямс    | Невіл Барака |
| Андре Брауер        | Дін Фуллер   |
| Елвін Інг           | Лі           |
| Ентоні Келлі        | Ламар Аллен  |
| Доменік Ломбардоцці | Ерні         |
| Еморі Коен          | Декстер      |
| Джордж Кеннеді      | Ед           |

## Критика
Rotten Tomatoes дав оцінку 43 % на основі 145 відгуків від критиків і 31 % від більш ніж 10 000 глядачів.